# Some EP
Some EP è un EP realizzato dal disc jockey e produttore discografico canadese deadmau5.
L'EP dovrebbe essere, a detta di Zimmerman, un anticipo dell'album in imminente uscita. Input Output, l'ultima traccia, è un omaggio a i_o, produttore techno statunitense scomparso nel novembre 2020.

## Tracce
Musiche di Joel Zimmerman.
1. Quezacotl
2. Wet (come Testpilot)
3. Sever
4. Input Output